# Aeropuerto de Kaliningrado-Jrabrovo
El Aeropuerto de Königsberg (del ruso: Кенигсберг аэропорт) (IATA: KGD, OACI: UMKK) es un aeropuerto internacional situado a 24 km al norte de Ciudad de Königsberg capital del Königsberg. Parte del aeropuerto es aún una base militar de la Fuerza Aérea de Rusia.

## Historia
La empresa conjunta ruso-alemana Deruluft inició, en 1922, vuelos en la primera ruta internacional programada, desde Königsberg (Aeródromo Devau) a Moscú. En 1945, el aeropuerto fue transferido a la flota soviética.

## Situación y transporte
El aeropuerto está situado 24 km al norte de Kaliningrado, al este de la autopista Zelenogradsk, cerca de la localidad de Jrabrovo, de la que recibe su nombre el aeropuerto. La línea de autobús urbano 144 desde Koenigtransauto (Кёнигтрансавто) conecta el aeropuerto con la principal estación de ferrocarril y autobuses de Kaliningrado.

## Aerolíneas y destinos
| Aerolíneas                     | Destinos                                        |
| ------------------------------ | ----------------------------------------------- |
| Aeroflot                       | Moscú-Sheremétievo                              |
| Aeroflot operated by Rossiya   | San Petersburgo                                 |
| Ak Bars Aero                   | Bélgorod, Kazán                                 |
| Astra Airlines                 | Charter temporal: Salónica                      |
| Belavia                        | Minsk-National Temporal: Brest, Hómiel, Hrodna  |
| Bulgaria Air                   | Charter temporal: Varna                         |
| LOT Polish Airlines            | Varsovia-Chopin                                 |
| Nordavia                       | Múrmansk                                        |
| Red Wings Airlines             | Moscú-Domodédovo                                |
| S7 Airlines                    | Moscú-Domodédovo                                |
| Severstal Air Company          | Cherepovéts                                     |
| Ukraine International Airlines | Kiev-Borýspil                                   |
| Ural Airlines                  | Moscú-Domodédovo, Tashkent                      |
| UTair Aviation                 | Moscú-Vnúkovo Charter temporal: Sharm el-Sheikh |
| Uzbekistan Airways             | Tashkent                                        |